# بابی (فیلم ۲۰۰۲)
بابی (به انگلیسی: Bobby) فیلمی هندی محصول سال ۲۰۱۲ و به کارگردانی سوبحان است. در این فیلم بازیگرانی همچون ماهش بابو، آرتی آگاروال، راغوواران، پراکاش راج و راما پرابها ایفای نقش کرده‌اند.